# Мільянес
Мільянес (ісп. Millanes) — муніципалітет в Іспанії, у складі автономної спільноти Естремадура, у провінції Касерес. Населення — 254 особи (2010).
Муніципалітет розташований на відстані близько 170 км на захід від Мадрида, 80 км на північний схід від Касереса.

## Демографія
Динаміка населення (INE ):

## Галерея зображень

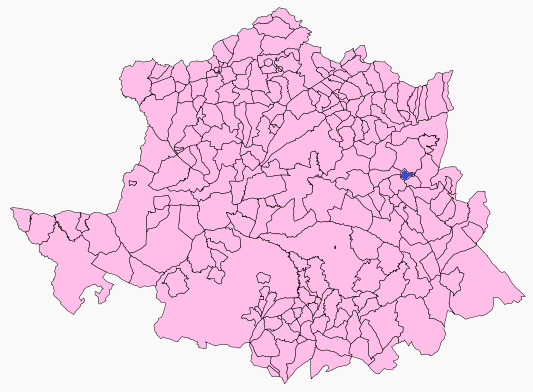
Розташування муніципалітету у провінції Касерес